# Aphis mammulata
Aphis mammulata är en insektsart som beskrevs av Gimingham och Hille Ris Lambers 1949. Aphis mammulata ingår i släktet Aphis och familjen långrörsbladlöss. Arten är reproducerande i Sverige. Inga underarter finns listade i Catalogue of Life.